# Абдул Хаким Болкиах
Принц Абдул Хаким Болкиах (англ. Abdul Haqeem Bolkiah; род. 13 июня 1973) — член правящей династии Брунея и представитель своей страны на Олимпийских играх 1996 и 2000 года в соревнованиях по стендовой стрельбе.

## Биография
Принц Абдул Хаким является старшим сыном принца Джеффри Болкиах и приходится племянником действующему султану Брунея Хассаналу Болкиах. Один из его младших братьев — Фаик Болкиах, профессиональный футболист.
В 1996 году Бруней впервые в своей истории принимал участие в Олимпийских играх и Абдул Хаким был единственным представителем и знаменосцем своей страны на играх в Атланте. Он участвовал в соревнованиях по стендовой стрельбе в дисциплине скит и за два соревновательных дня набрал 112 очков, заняв итоговое 49 место. В 2000 году вновь отправился на Олимпиаду и на этот раз занял 45 место, с результатом 114 очков.

### Занимаемые должности
- Исполнительный директор Amedeo Development Corporation (ADC) до 1998.
- Исполнительный директор Datastream Technology.
- Владелец Lexicon Group Limited (Singapore) с 2010.
- Директор Amedeo Holdings Inc.
- Директор PH Partners Inc.
- Директор Palace Holdings Inc.
- Директор Kava Holdings Inc.
- Cedar Swamp Holdings Inc.
- Президент ФК «Brunei Bullets».
- Вице-президент Brunei Amateur Football Association (BAFA) с 2001.

## Награды
- Pingat Indah Kerja Baik (за заслуги перед государством - PIKB, 2 марта 2017).
- Sultan of Brunei Golden Jubilee Medal (5 октября 2017).
- Silver Jubilee Medal (5 октября 1992).